# Allende (métro de Mexico)
Pour les articles homonymes, voir Allende.
Allende est une station de la Ligne 2 du métro de Mexico, située au centre de Mexico, dans la délégation Cuauhtémoc.

## La station
La station ouverte en 1970, doit son nom à la proche rue Ignacio Allende, l'un des principaux héros des premiers temps de l'indépendance. Son icône représente la silhouette d'un buste d'Allende.
Une particularité de la station est que ses deux plates-formes, servant chacune un sens de la ligne, ne communiquent pas à l'intérieur de la station. Pour changer de direction, il faut quitter la station, traverser la rue, acheter un nouveau billet et entrer dans l'autre direction. C'est aussi la station qui a la plate-forme la plus étroite, en raison de la taille de la rue.